# Crowborough
Crowborough è una cittadina di 19 988 abitanti della contea dell'East Sussex, in Inghilterra. A Crowborough ha avuto sede l'osservatorio di Isaac Roberts, tra i primi osservatori astronomici riconosciuti dall'Unione Astronomica Internazionale.

## Amministrazione

### Gemellaggi
- Horwich, Regno Unito
- Montargis, Francia